# The Cave
The Cave — приключенческая видеоигра, разработанная компанией Double Fine Productions и изданная цифровым дистрибьютором Sega в январе 2013 года для консолей PlayStation 3, Xbox 360 и Wii U, а также для Microsoft Windows, Mac OS X и Linux. Игра была создана Роном Гилбертом и построена на идее, которую он вынашивал в течение почти двадцати лет, о пещере, которая заманивает людей, чтобы исследовать свои тёмные черты. The Cave заимствует концепцию из игры 1987 года Maniac Mansion, в которой игроку необходимо выбрать трёх персонажей из доступных семи, чтобы исследовать пещеру. Игра известна своими бесполезными предметами и ложными ответвлениями сюжета.

## Геймплей
История The Cave основывается на волшебных переплетениях пещеры с лабиринтом, содержащим множество различных туннелей. Семь персонажей, взятые из разного времени и пространства, заходят в пещеру, полагая, что они могут узнать что-то о себе и о том, кем они могли бы стать. Например, Рыцарь ищет Экскалибур, на своём пути он встречает принцессу, которую оберегает дракон и у которой находится амулет, необходимый, чтобы добыть меч. Вместо того, чтобы спасти принцессу, Рыцарь обманом заставляет дракона съесть её и заполучает амулет, когда дракон выплёвывает его.
В начале игры игрок выбирает трёх из семи персонажей, которые оказываются заперты на протяжении всей игры; игроки могут пересоздать игру, чтобы выбрать трёх других персонажей. Персонажи основаны на стереотипных фигурах, например: деревенщина, пара детей (идут как один персонаж) и учёный.
Игрок управляет персонажами, исследует пещеру, собирает предметы и взаимодействует с окружающей средой, из всего этого складывается ощущение приключения.
Игра основана на 2D-элементах платформера, хотя представлена 3D-графикой. Игроку необходимо будет работать со всеми тремя персонажами, переключаться между ними, чтобы активировать ту или иную часть головоломки. Например в ролике, показанном для демонстрации прессе, один персонаж звонил в звонок, чтобы отвлечь дракона, второй персонаж ремонтировал хот-дог автомат для обеспечения приманки, а третий работал гигантским механическим когтём, чтобы поднять дракона и расчистить дальнейший путь. Каждый персонаж обладает уникальными способностями для передвижения и исследования пещеры, в результате чего некоторые туннели будут завалены, если при создании игры был выбран не тот персонаж. Кроме того, в некоторые туннели можно попасть, выбрав нужного персонажа, например рыцарь может находить замки, а путешественница — древнюю египетскую пирамиду. В пещере на каждом шагу подстерегают опасности, некоторые из них могут убить персонажа, но в таком случае тот восстанавливается неподалёку, позволяя игроку продолжить прохождение уровня.
Игра является в первую очередь однопользовательской, но имеет возможность кооперативного прохождения, до 3 игроков на одном компьютере или консоли, каждый из которых контролирует одного из трёх выбранных персонажей.

## Сюжет
Семь совершенно разных персонажей с уникальными способностями, умениями и предысторией томятся перед входом в Пещеру. Только троим из этих персонажей, по выбору игрока, предстоит войти вглубь Пещеры, чтобы познать себя и попытаться получить урок о том, как собственный тёмный выбор в прошлом привёл их в нынешнее состояние. Кроме того, наградой за то, что они достигнут дна пещеры, помимо собственной жизни, будет то, что они желают больше всего.

## Персонажи
Игрок по своему усмотрению выбирает три персонажа, с которыми ему предстоит совершить путешествие вглубь пещеры. Всего их семь: Рыцарь, Деревенщина, Путешественница во времени, Учёный, Близнецы (выступают как один персонаж), Искательница приключений и Монах. Всех их объединяет то, что они пришли в пещеру ради того, чтобы получить то, что желают больше всего на свете. У каждого из них своё тёмное прошлое, о чём узнаёт игрок, изучая пещерную живопись, однако у них ещё есть шанс исправиться.

### Рыцарь
- Особая возможность: Неуязвимость. Когда Рыцарь молится, вокруг него образуется особая сфера, которая защищает его от ранений. Однако в этот момент он не может двигаться.
- Особое место испытания: Средневековый замок.
- Мечта: Стать настоящим рыцарем.
- Объект желаний: Экскалибур.
- Символ великого греха: Лень.
- Тёмное прошлое: Обычный деревенский мальчишка становится свидетелем того, как прямо на его глазах умирает рыцарь. Парень, не упуская свой шанс, надевает на себя рыцарские доспехи, крадёт боевого коня и отправляется в путешествие. Теперь уже новый Рыцарь закрывает глаза на то, как с другими происходят беды: он просто проезжает дальше. Народ ликует, встретив Рыцаря. В бою с другими героями он обманным путём не сражается, а просто пытается не погибнуть. Одержав победу, Рыцарь предстаёт перед двором короля, который просит его о помощи — на королевство напал дракон.
- Плохая концовка: Рыцарь принимает вопрошание короля о помощи. Он направляется прямо к дракону, однако ничего не может сделать, потому что совершенно не имеет представлений о тактике боя. Тем временем дракон, победив Рыцаря, нападает на королевство и полностью уничтожает его, сжигая всех его жителей.
- Хорошая концовка: Рыцарь признаётся во лжи и падает ниц перед королём и принцессой, ожидая своей участи. Благоразумный король прощает Рыцаря и объявляет о всеобщей мобилизации воинов королевства. Принцесса целует бывшего Рыцаря в щёчку.

### Деревенщина
- Особая возможность: Долгое плавание под водой. Деревенщина умеет образовывать воздушный шар под водой, который позволяет ему плыть намного дольше и, таким образом, пробираться в особые места.
- Особое место испытания: Деревенская ярмарка.
- Мечта: Завоевать любовь девушки, в которую он влюблен.
- Объект желаний: Огромный розовый плюшевый медведь.
- Символ великого греха: Уныние.
- Темное прошлое: Мальчик-сирота растет один в нищете и без надзора. Единственный его друг — розовый плюшевый медвежонок. Повзрослев, он устраивается работать на деревенскую ярмарку. Там деревенщина влюбляется в девушку-танцовщицу. На все его знаки внимания и попытки ухаживать девушка отвечает отказом. Он решает подарить ей розового медвежонка (точно такого же, как тот, что был у него в детстве), надеясь тем самым растопить её сердце. Но она всё равно выбирает другого.
- Плохая концовка: Деревенщина в ярости поджигает ярмарку вместе со всеми посетителями и уезжает прочь.
- Хорошая концовка: Смирившись с отказом возлюбленной, деревенщина встречает другую девушку, которая в него влюбляется. Спустя некоторое время они счастливо живут в своем доме, а вокруг бегает множество детишек-деревенщин.

### Путешественница во времени
- Особая возможность: Проходить сквозь стены. Высокие технологии позволяют Путешественнице во времени проходить сквозь не монолитные стены (наподобие решёток).
- Особое место испытания: Музей истории 1999—2120 годов в прошлом, настоящем и будущем.
- Мечта: Стать лучшим сотрудником всех времён.
- Объект желаний: Статуэтка лучшему сотруднику всех времён.
- Символ великого греха: Зависть.
- Тёмное прошлое: Далёкий 2701 год. Путешественница во времени отправляется на работу в Музей истории 1999—2120 годов. Там она в очередной раз видит, как её коллеги хвалят конкурента Путешественницы — Лучшего сотрудника всех времён. Чаша терпения Путешественницы во времени переполняется и она, охваченная завистью, решает расквитаться со своим противником. Ночью она проникает к машине времени и отправляется на миллион лет назад с целью уничтожить предка своего конкурента для того, чтобы тот даже не родился.
- Плохая концовка: Путешественница во времени убивает далёкого предка сотрудника века и возвращается в своё время. Путешественница во времени в ужасе: в изменённом будущем всё человечество оказывается под гнётом тоталитаризма, а мир находится в развалинах.
- Хорошая концовка: Путешественница во времени переосмысливает ситуацию перед тем, как убить предка своего конкурента. Она возвращается домой и искренне поздравляет Лучшего сотрудника всех времён с победой.

### Учёный
- Особая возможность: Хакинг. Высокий ум Учёного позволяет ей взламывать любую технику, будь то компьютерный контроль управления или автомат по продаже газировки.
- Особое место испытания: Секретная лаборатория и полигон запуска ядерной ракеты.
- Мечта: Совершить необычайное открытие.
- Объект желаний: Мешок денег.
- Символ великого греха: Алчность.
- Тёмное прошлое: Учёный долго работает над теоретическими исследованиями. Затем она приступает к экспериментальным разработкам. Наконец к ней приходит удача — ей удаётся открыть источник ядерной энергии невероятной мощи. За это она получает Нобелевскую премию. Вскоре к ней поступают многочисленные запросы на патент для совершенствования мира, среди которых есть план по постройке совершенного города. Учёный не спешит принимать решение, так как величина вознаграждения не прельщает её. Позже Учёный принимает предложение от более богатого источника. Вскоре выясняется, что тайный источник связан с институтом разработок военного оружия, который предлагает Учёному безграничные деньги в обмен за использование её атомной энергии в военных целях.
- Плохая концовка: Учёный соглашается на условия. Имея невероятные богатства, она отдыхает на своей собственной яхте с дорогим коктейлем в компании бодибилдеров, в то время как в небе взрываются тысячи ядерных ракет.
- Хорошая концовка: Учёный, под недоумевающие взгляды военных, разрывает контракт с организацией. Позже она гуляет по зелёному парку в новом городе, в котором ей поставили памятник.

### Близнецы
- Особая возможность: Дупликация. Близнецы могут создать собственную призрачную копию, которую на некоторое время можно использовать как четвёртый персонаж.
- Особое место испытания: Викторианский особняк.
- Мечта: Избавление от опеки и желание безудержной игры.
- Объект желаний: Коробка с крысиным ядом.
- Символ великого греха: Похоть (в значении незаконной страсти и желаний).
- Тёмное прошлое: Викторианская Англия. В особняке живёт с виду счастливая семья, состоящая из отца, матери и Близнецов — мальчика и девочки. Родители души не чают в своих чадах, чего нельзя сказать о самих Близнецах. Семья счастлива лишь на первый взгляд, так как Близнецы постоянно издеваются над своими родителями. Они выдёргивают табурет из-под отца, когда он меняет лампочку, после чего тот ушибается. А однажды они разбрасывают игрушки на лестнице, после чего их мама спотыкается и катится по ступенькам. Однако и на этом близнецы не останавливаются — они решают избавиться от своих родителей наверняка. В подвале они находят коробку с крысиным ядом и отравляют суп, который готовит их мама. Семья садится обедать.
- Плохая концовка: Близнецы не подают вида, когда родители начинают трапезу. Однако те заставляют детей есть вместе с ними. Со слезами на глазах Близнецам ничего не остаётся, как подчиниться. Вскоре вся семья умирает.
- Хорошая концовка: Близнецы вдруг понимают, что они творят, неожиданно сбрасывают со стола отравленный суп и кричат родителям, чтобы те его не ели. Близнецы обнимают своих недоумевающих родителей и извиняются перед ними.

### Искательница приключений
- Особая возможность: Использование кошки. Как и подобает настоящим грабителям гробниц, у Искательницы приключений есть кошка, с помощью которой она может цепляться за висящие крюки и попадать таким образом в труднодоступные места.
- Особое место испытания: Древнеегипетская пирамида.
- Мечта: Стать величайшим путешественником.
- Объект желаний: Небольшой саркофаг.
- Символ великого греха: Гордыня (тщеславие).
- Тёмное прошлое: На место древнего захоронения к древнеегипетской пирамиде прибывает группа отважных искателей приключений: героиня в сопровождении двух архетипичных мужчин-путешественников. Они находят искомый уникальный артефакт. Но в искательнице приключений просыпается тщеславие, она не хочет делиться славой и готовит изощрённый план по устранению компаньонов.
- Плохая концовка: Искательница устраивает засаду и убивает своих компаньонов, после чего она получает славу, которую так хотела. Её печатают в газетах вместе с находками.
- Хорошая концовка: Искательница приключений переосмысляет свои мотивы и вместе со своими друзьями-компаньонами разделяет заслуженную славу.

### Монах
- Особая возможность: Телекинез. Монах может телепортировать в свои руки любой объект, находящийся в зоне досягаемости.
- Особое место испытания: Буддийский монастырь.
- Мечта: Стать мудрым учителем.
- Объект желаний: Статуэтка медитирующей обезьяны.
- Символ великого греха: Гнев.
- Тёмное прошлое: В буддийский монастырь прибывает группа детей-послушников для дальнейшего обучения к становлению монахами. У главного героя ничего не получается: он не может проявить должной усидчивости, усердия и спокойствия. Проходит время и видя, как остальных сверстников посвящают в монахи, им овладевает злоба к учителю — он видит в нём источник своих неудач. Он готовит план возмездия.
- Плохая концовка: Монах убивает своего Учителя и становится злым Учителем.
- Хорошая концовка: Монаха осеняет переосмысление, его сознание проясняется и он находит умиротворение и спокойствие. Герой приходит к Учителю и тот посвящает его в монахи в присутствии радостных сверстников-монахов.

## Разработка

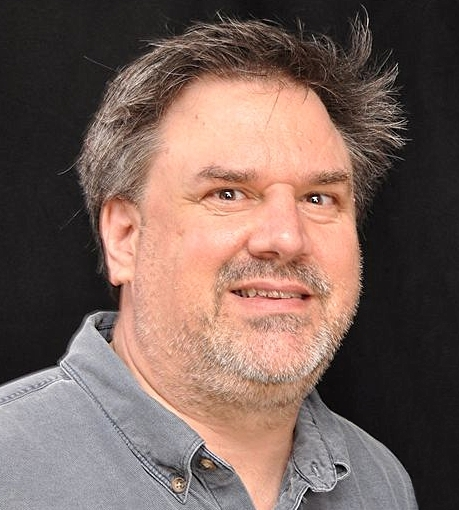
Рон Гилберт, руководитель The Cave

Рон Гилберт начал работать с приключенческими играми, ещё когда был в LucasArts. В сотрудничестве с Тимом Шафером и Дейвом Гроссманом, они вместе разработали такие игры, как Maniac Mansion, его продолжение Day of the Tentacle и первая игра из серии Monkey Island. Гилберт покинул LucasArts в 1992 году, создав собственную студию разработки игр.
Гилберт заявил, что идея создания The Cave пришла к нему когда он в течение длительного времени был один. Ещё во время работы в LucasArts, Гилберт рисовал части лабиринта пещерного комплекса на бумаге, но идея создать подобную игру никогда не распространялась дальше листа бумаги.
Развитие геймплея The Cave было основано на трёх определяющих факторах: это выбор трёх персонажей для исследования пещеры, разнообразие игрового момента легкими ответвлениями вне основной головоломки и попытка избежать использования системы инвентаризации у персонажей. Гилберт повлиял на игру Maniac Mansion и в неё вернули несколько персонажей, между которыми игрок мог бы переключаться. Гилберт отметил, что в Maniac Mansion, были персонажи которые почти ничего не делали с окружающим миром и захотел исправить этот момент в The Cave, давая равные возможности каждому из семи персонажей. Рон признается, что в том, чтобы увидеть и использовать все способности каждого из персонажей в игре, игроку придется проходить уровни по три раза, утверждая что это все ещё хороший трюк в разработке игры. Он признал, что в Maniac Mansion, игроки, как правило, привязываются к тому или иному персонажу и всегда хотят играть именно за него, этим же Гилберт руководствовался при создании The Cave. Структуры The Cave были разработаны так, чтобы дать каждому персонажу больше возможностей для исследования, дабы отойти от основной сюжетной линии и чтобы игрокам хотелось проходить уровни снова и снова.
Гилберт разрабатывал игру так, чтобы удержать игроков как можно дольше в исследовании пещеры, а не быстро найти выход из неё, что очень сложно. Цель игры в разгадывании головоломок и в расположении игрока так, чтобы он был всегда в центре сюжетной линии. Так же Гилберт не хотел строго наказывать игроков за гибель персонажей, он подошёл к этому аспекту игры как незначительному шагу назад, не давая игрокам сильно разочароваться в игре и не дать наскучить длительным прохождением уже пройденных уровней игры. Точно так же, чтобы уменьшить сложность игры, она не включает в себя типичную систему инвентаризации персонажей как в большинстве приключенческих игры, каждый персонаж может нести один объект, который хорошо виден в руках, тем самым помогая, в качестве наглядного пособия, для решения различных головоломок, вместо того, чтобы разбираться в огромном количестве вещей находящихся в инвентаре персонажа. Гилберт хотел, чтобы в игру можно было играть с друзьями, обсуждая пройденные уровни и решая сложные головоломки. Он принял во внимание тот факт, что его старые игры были разработаны для другой аудитории, где разработчикам было необходимо обеспечить 40 часов игры, потому что это был стандарт, а игроки хотели чтобы можно было поломать голову над головоломками несколько дней подряд и The Cave была разработана так, чтобы быть более снисходительной и более сговорчивой к современной аудитории.
Сама пещера является живым персонажем в игре, следуя идее Гилберта о том, что она была свидетелем всей человеческой эволюции и тем самым будет интересным персонажем в этой истории. Пещера выступает в качестве рассказчика, наряду с другими игровыми персонажами, но главные из них будут молчать. Это также позволило Гилберту сохранить ощущение тайны о том какие персонажи будут доступны для игры.

## Анонс
По мере приближения даты анонса игры, Гилберт использовал свой блог, чтобы дразнить читателей выкладывая части работ в сеть. Об игре было официально объявлено 24 мая 2012 года. Изначально она разрабатывалась для выпуска на Microsoft Windows, PlayStation 3, Wii U и Xbox 360, но Гилберт заявил, что они так же планируют выпустить игру для iOS и других сенсорных платформ, но не сделали этого, поскольку столкнулись с техническими ограничениями в iOS, которые могли бы негативно отразиться на возможностях игры.
Технически, игра в основном разрабатывалась для Microsoft Windows: Гилберт объяснял это тем, что он в первую очередь пользователь персонального компьютера и хочет остаться верным ей. Пользователи Windows, сделавшие предварительный заказ, получили тематические предметы для Team Fortress 2.

## Приём
| Сводный рейтинг       | Сводный рейтинг                                          |
| Агрегатор             | Оценка                                                   |
| --------------------- | -------------------------------------------------------- |
| GameRankings          | (X360) 72,59 % (PS3) 71,58 % (ПК) 68,50 % (WIIU) 62,40 % |
| Metacritic            | (PS3) 72/100 (WIIU) 72/100 (X360) 70/100 (ПК) 67/100     |
| Иноязычные издания    |                                                          |
| Издание               | Оценка                                                   |
| Edge                  | 6/10                                                     |
| EGM                   | 9/10                                                     |
| Eurogamer             | 7/10                                                     |
| Game Informer         | 7,75/10                                                  |
| GameSpot              | 7/10                                                     |
| IGN                   | 7,9/10                                                   |
| Giant Bomb            | [ 18 ]                                                   |
| Русскоязычные издания |                                                          |
| Издание               | Оценка                                                   |
| PlayGround.ru         | 7,3/10                                                   |
| Riot Pixels           | 60/100                                                   |
| «Игромания»           | 7,0/10                                                   |

Игра получила смешанные отзывы. На сайте-агрегаторе Metacritic средняя оценка игры составляет 70 из 100 на основе 44 обзоров для платформы Xbox 360.
Летом 2018 года, благодаря уязвимости в защите Steam Web API, стало известно, что точное количество пользователей сервиса Steam, которые играли в игру хотя бы один раз, составляет 271 663 человека.